# Res cogitans
Res cogitans (latin "tänkande substans") är en av de två substanser som den franske filosofen René Descartes redogör för i sin ontologi; den andra är res extensa ("utsträckt substans"). Descartes använder denna dikotomi för att formulera förhållandet mellan själ och kropp.